# L'Hôpital-de-Bouillé-et-Saint-Gilles
Pour les articles homonymes, voir L'Hôpital.
L'Hôpital-de-Bouillé-et-Saint-Gilles est une ancienne commune française du nord du département de Maine-et-Loire qui a existé pendant une quinzaine d'années à la fin du XVIIIe siècle et au début du XIXe siècle. Elle était située entre Pouancé et Segré.

## Localisation
Aujourd'hui, Saint-Gilles (au nord-est, sur la route de Renazé) et L'Hôpital (à l'est, sur la route de Bouillé-Ménard) sont deux hameaux dépendant de la commune de Grugé-l'Hôpital.

## Histoire
La commune a été créée par la fusion des deux communes éphémères de L'Hôpital-de-Bouillé et de Saint-Gilles, avant 1794. En 1808, la commune a été réunie à celle de Grugé pour former la nouvelle commune de Grugé-l'Hôpital, qui a été appelée Grugé-l'Hôpital-Saint-Gilles entre 1808 et 1851.

## Monuments
L'ancienne église Saint-Jean de l'Hôpital, elle-même ancienne chapelle de templiers, a été détruite en 1963 par la municipalité, faute d'entretiens. Seule une ouverture à double meneaux qui éclairait le chœur de l'édifice a pu subsister sur le mur du chevet. Les anciens fonts baptismaux de la fin du XIIIe siècle, décorés de croix de Malte gravées, ont été sauvegardés et conservés.
La chapelle Saint-Gilles constituait l'église de la paroisse de Saint-Gilles, intégrée dans l'ancienne commune de L'Hôpital-de-Bouillé-et-Saint-Gilles. Repeinte en 1875 et restaurée en 1994, elle a cependant perdu deux tiers de sa longueur initiale avant la Seconde Guerre mondiale pour ne garder que le chœur. Le premier dimanche de septembre s'y effectue un pèlerinage pour honorer Saint-Gilles.